# 内山安男
内山 安男（うちやま やすお、1947年 - ） は、日本の生物学者、医師。専門は神経科学、細胞生物学。大阪大学大学院医学系研究科教授や、国際組織細胞学会理事長、日本解剖学会理事長を務めた。

## 人物・経歴
1972年群馬大学医学部医学科卒業。同期に森昌朋群馬大学名誉教授など。群馬大学小児科で研修を受けたのち、1973年自治医科大学助手。1979年東北大学医学部助手。1981年東北大学医学部助教授、東北大学医学博士。同年筑波大学基礎医学系助教授。1991年岩手医科大学医学部教授。1995年大阪大学大学院医学系研究科情報伝達医学専攻機能形態学解剖学第一講座教授。1998年国際組織細胞学会理事長。2008年順天堂大学大学院医学研究科教授。2009年日本解剖学会理事長、日本顕微鏡学会瀬藤賞受賞。2010年International Committee of Symposia on Morphological Sciences Anatomist Excellence Award及び日本組織細胞化学会高松賞受賞。2013年日本組織細胞化学会名誉会員。2018年日本解剖学会名誉会員。